# Linie van Axel II
De Linie van Axel II is een onderdeel van de Staats-Spaanse Linies die zich bevond in het huidige Oost-Zeeuws-Vlaanderen ten oosten van Axel.
Toen de aanleg van de Beoosten Blij-benoordenpolder, die in 1596 mislukt was, in 1653 alsnog gelukte, werd in 1700 besloten om de dijk hiervan, die in 1596 reeds dienst had gedaan voor de Linie van Axel I, alsnog voor een Linie te benutten.
Het was Menno van Coehoorn die dit plan ten uitvoer bracht en, deels op de plaats van verlaten forten, nieuwe aanlegde, en wel:
- Fort Nassau
- Fort Zeeland
- Kijkuit

Dit alles werd uitgebreid met het reeds bestaande Fort Beoostenblij, terwijl in 1745 nog het Fort Evertsdam werd gebouwd bij een dam in de Canisvliet.
Omstreeks deze tijd woedde in de Spaanse Nederlanden de Oostenrijkse Successieoorlog en in 1744 werd de Linie in stelling gebracht tegen de Fransen. In 1745 veroverden dezen de forten en verwoestten ze. Rond 1785 werden de forten weer enigszins hersteld omdat opnieuw een inval van de Fransen dreigde. Nu werd in 1790 de zeearm ten zuiden van de Linie ingepolderd, en in 1789 de zeearm ten oosten van de Linie. Hierdoor had de Linie geen betekenis meer en de forten vervielen. De dijk bleef echter bestaan en heet tegenwoordig Liniedijk.